# 1879 en Suisse
Chronologie de la Suisse
- 1875
- 1876
- 1877
- 1878
- 1879
- 1880
- 1881
- 1882
- 1883

Chronologie de la Suisse
1878 en Suisse - 1879 en Suisse - 1880 en Suisse

## Gouvernement au1erjanvier 1879
- [1]Conseil fédéral
  - Bernhard Hammer (PRD), président de la Confédération
  - Emil Welti (PRD), vice-président de la Confédération
  - Numa Droz (PRD)
  - Simeon Bavier (PRD)
  - Fridolin Anderwert (PRD)
  - Karl Schenk (PRD)
  - Johann Jakob Scherer (PRD)

## Évènements
- Le premier téléphone en Suisse est installé à Territet

### Janvier
Mercredi 1er janvier 
- Entrée en vigueur de la loi fédérale concernant la taxe pour le transport des journaux.
- Entrée en vigueur de la loi fédérale concernant les indemnités de route.

 Lundi 13 janvier 
- Décès à Lausanne, à l’âge de 56 ans, de l’ancien conseiller fédéral Jakob Dubs (PRD ZH).

 Dimanche 19 janvier 
- Votations fédérales. Le peuple approuve, par 278 731 oui (70,7 %) contre 115 571 non (29,3 %), la loi fédérale accordant des subventions aux chemins de fer des Alpes.

### Février
Samedi 1er février 
- Premier numéro de La Tribune de Genève.

 Lundi 16 février 
- Entrée en vigueur de la loi fédérale accordant des subventions aux chemins de fer des Alpes.

 Jeudi 20 février 
- Une tempête traverse la Suisse causant de gros dégâts aux habitations et aux forêts.

### Mars
Samedi 1er mars 
- Décès à Glaris, à l’âge de 53 ans, de l’ancien conseiller fédéral Joachim Heer (PRD, GL).

 Dimanche 16 mars 
- Décès à Gelterkinden (BL), à l’âge de 68 ans, du médecin Johann Joachim Baader, cofondateur de la Société suisse de médecine.

 Vendredi 21 mars 
- Élection de Wilhelm Hertenstein (PRD, ZH) au Conseil fédéral.
- Décès à La Chaux-de-Fonds (NE), à l’âge de 60 ans, d’Henri Grandjean, promoteur de lignes ferroviaires.

### Avril
Jeudi 10 avril 
- Entrée en vigueur de la loi fédérale concernant les garanties à donner aux caisses de malades, de secours, de dépôt, d'épargne et de pensions des employés des chemins de fer, ainsi qu'aux cautionnements déposés par ces derniers.

 Samedi 19 avril 
- Fondation du FC Saint-Gall 1879, le plus ancien club de football de Suisse existant encore de nos jours.

### Mai
Dimanche 11 mai 
- Décès à Jérusalem, à l’âge de 80 ans, de Samuel Gobat, évêque protestant de Jérusalem.

 Jeudi 15 mai 
- Décès à Berne, à l’âge de 59 ans, de l’ancien conseiller fédéral Jakob Stämpfli (PRD, BE), promoteur des chemins de fer.
- Décès à Rome, à l’âge de 75 ans, de l’architecte Gottfried Semper.
- Décès à Vechigen (BE), à l’âge de 85 ans, du peintre August de Bonstetten.

 Dimanche 20 mai 
- Votations fédérales. Le peuple approuve, par 200 485 oui (52,5 %) contre 181 588 non (47,5 %), la révision de l’art. 65 de la Constitution fédérale.

### Juin
Vendredi 27 juin 
- Décès à Chavannes-les-Forts (FR), à l’âge de 63 ans, de Marguerite Bays, béatifiée en 1995.

### Juillet
Mardi 1er juillet 
- Décès à Zurich, à l’âge de 51 ans, du poète Heinrich Leuthold.

 Mardi 15 juillet 
- Entrée en vigueur de la loi fédérale concernant le traitement des inspecteurs des fabriques.

 Mercredi 16 juillet 
- Décès à Castellammare di Stabia (Campanie), à l’âge de 43 ans, de Marcello, femme peintre d’origine fribourgeoise.

 Samedi 19 juillet 
- Décès à Göschenen (UR) sur le chantier du premier tunnel ferroviaire du Saint-Gothard, à l’âge de 53 ans, de l’ingénieur Louis Favre, auteur du projet.

 Lundi 21 juillet 
- Inauguration du funiculaire de Giessbach (BE).

### Septembre
Lundi 1er septembre 
- Décès à Saint-Maurice, à l’âge de 70 an, de Charles-Louis de Bons, premier rédacteur du Courrier du Valais.

 Mardi 16 septembre 
- Décès à Lausanne, à l’âge de 68 ans, du médecin Auguste Chavannes, ancien conservateur du Musée cantonal.

### Octobre
Jeudi 2 octobre 
- Inauguration du Grand Théâtre de Genève, avec une représentation du Guillaume Tell, de Rossini.

 Jeudi 30 octobre 
- Entrée en vigueur de la loi fédérale concernant l'augmentation des droits d'entrée sur certaines espèces de marchandises.

### Novembre
Dimanche 16 novembre 
- Fondation à Berne de l’Union suisse des arts et métiers (USAM), dissidence de l'Union suisse du commerce et de l'industrie. La nouvelle association regroupe les artisans et les petits entrepreneurs.

### Décembre
Vendredi 5 décembre 
- Mise en service du funiculaire entre la gare de Lausanne et la place du Flon.

 Lundi 8 décembre 
- Décès à Berne, à l’âge de 60 ans, du topographe et chef d'état major Hermann Siegfried, créateur de l’Atlas Siegfried.

 Mardi 16 décembre 
- Décès à Neuchâtel, à l’âge de 82 ans, du botaniste Charles-Henri Godet, auteur d’une Flore du Jura.

 Mercredi 17 décembre 
- Décès à Boncourt, à l’âge de 74 ans, de l’industriel François-Joseph Burrus.

 Mercredi 31 décembre 
- Le déraillement d’une locomotive à Saint-Gall provoque la mort de deux personnes.